# Krwawa Wigilia w Ochotnicy Dolnej
Krwawa Wigilia w Ochotnicy Dolnej – symboliczna nazwa nadana pacyfikacji wsi Ochotnica Dolna (ob. woj. małopolskie, powiat nowotarski), dokonanej przez okupantów niemieckich w ostatnich miesiącach II wojny światowej. 23 grudnia 1944 oddział SS zamordował 56 mieszkańców Ochotnicy, a samą wieś częściowo spalił. Nazwa Krwawa Wigilia odnosi się do wigilii Bożego Narodzenia, która w 1944 obchodzona była w sobotę 23 grudnia.

## Przebieg pacyfikacji
22 grudnia 1944 do Ochotnicy Dolnej przybyli Niemcy, którzy w ramach tzw. akcji aprowizacyjnej rabowali wieś. Zaalarmowani przez miejscowych górali sowieccy partyzanci, prawdopodobnie z oddziału Zołotara postanowili zaatakować niemieckich żołnierzy, zabijając dwóch z nich, w tym podoficera SS-Unterscharführera Bruno Kocha.
Następnego dnia z Krościenka przyjechało sześcioma samochodami około 200 SS-manów. Niemcy wpadali do domów, żądając najpierw pieniędzy, a następnie mordując ludzi. Dzieci żywcem rzucano w ogień lub bestialsko mordowano.

## Oprawcy
Zbrodni w Ochotnicy Dolnej dokonała 23 grudnia karna kompania SS (SS-Kampfgruppe Jagdkommando Matingen) specjalnego przeznaczenia pod dowództwem SS-Untersturmführera der Waffen-SS Albrechta C. Matingena (numer SS 338 969). Oddział ten składał się z żołnierzy różnych narodowości. Utworzony był w połowie 1944 roku z przebywających w areszcie na terenie więzienia Montelupich w Krakowie członków Waffen-SS i policji. W większości byli to esesmani z 3. Dywizji Pancernej SS Totenkopf oraz 4. Dywizji Grenadierów Pancernych SS Polizei, volksdeutsche z Polski i Rosji oraz Ukrainy. Kompania stacjonowała od jesieni 1944 roku w szkole w Krościenku.
Albrecht C. Matingen (ur. 3 czerwca 1920, zm. 23 października 1974) mieszkał po wojnie w Niemczech Zachodnich. Ani on ani żaden żołnierz z jego jednostki nie został osądzony za przestępstwa popełnione na terenie Polski.

## Ofiary

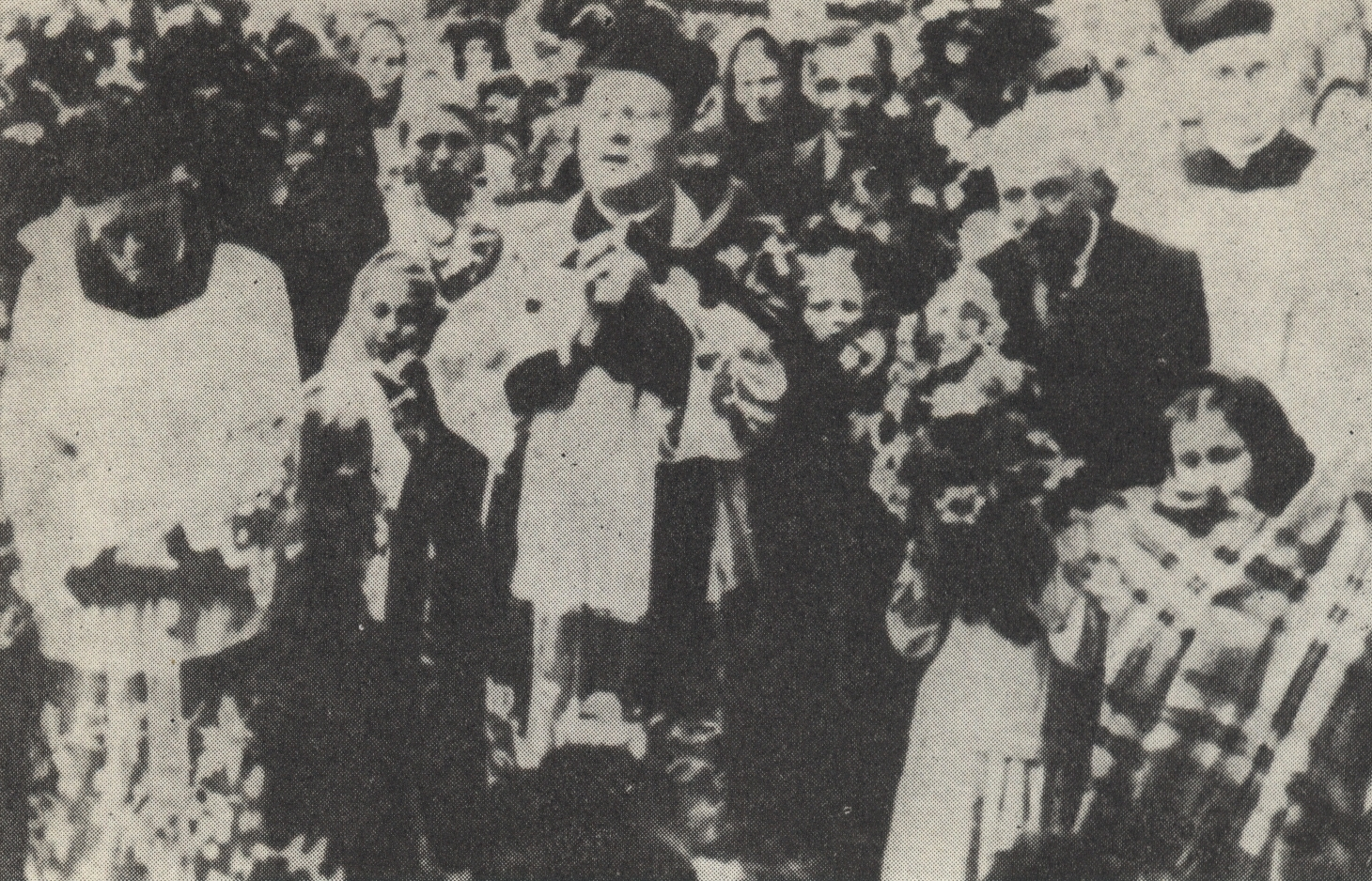
Pogrzeb ofiar „Krwawej Wigilii”

Według wykazu zgonów zarejestrowanych przez Urząd Stanu Cywilnego (Urząd Parafialny) w Ochotnicy Dolnej w dniu 23 grudnia 1944 roku zamordowanych zostało 56 osób, w tym 19 dzieci, 21 kobiet. W ciągu ponad dwóch godzin zginęli prawie wszyscy członkowie rodzin Chlipałów, Rusnaków, Brzeźnych, Karczewskich. Spłonęły remiza strażacka, dom ludowy i 32 gospodarstwa.
Pacyfikacja Ochotnicy była jedną z najkrwawszych niemieckich akcji represyjnych na Podhalu.

## Pamięć

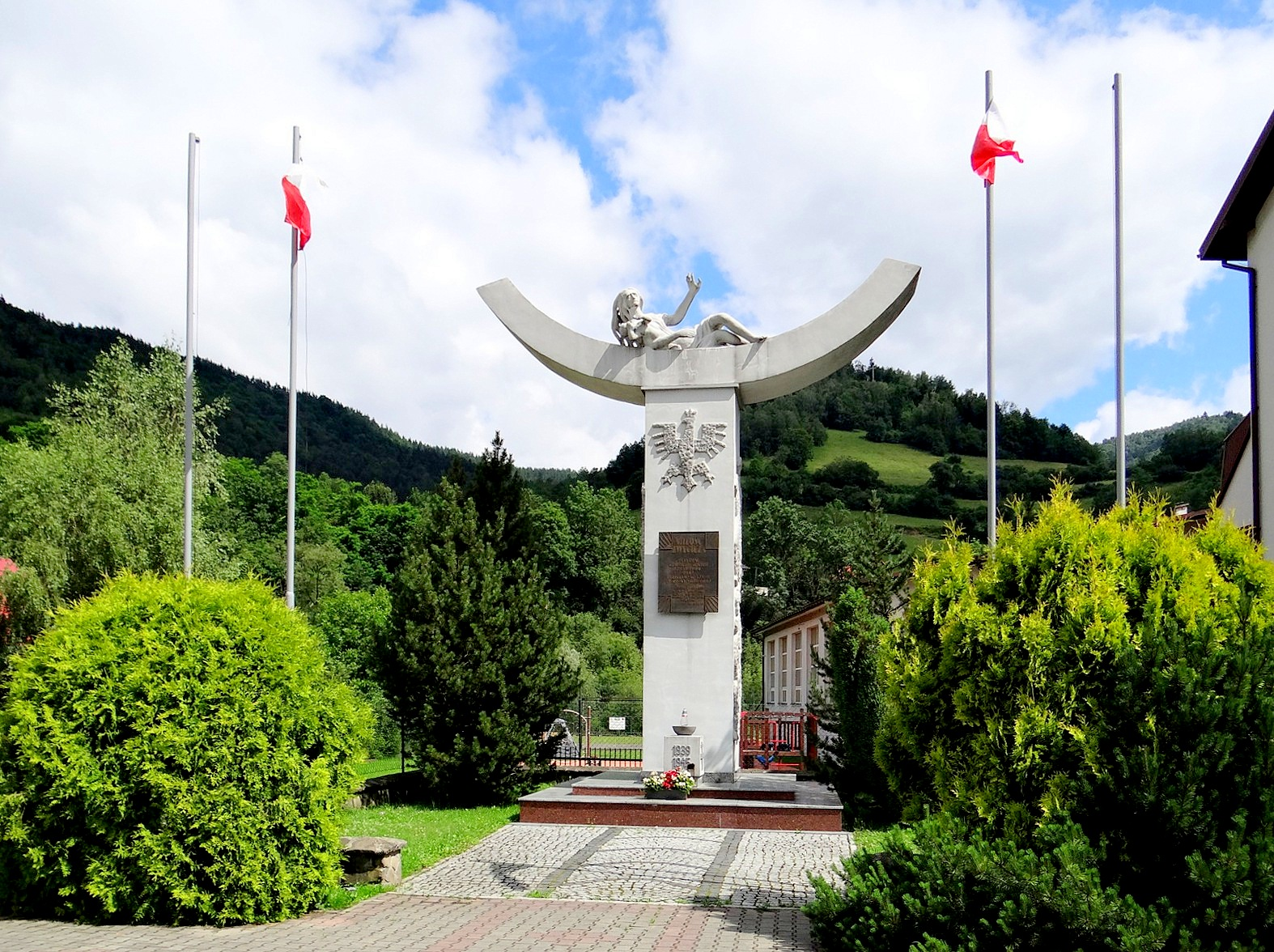
Pomnik ofiar „Krwawej Wigilii”

Męczeństwo wsi upamiętnił pomnik projektu Henryka Burzca, wzniesiony w 1964 w centrum Ochotnicy Dolnej, przedstawiający dwudziestoletnią Marię Kawalec, która tuli do piersi małe dziecko. Po zastrzeleniu jej męża, Maria wyskoczyła przez okno z jedenastomiesięczną córeczką na rękach i uciekła w stronę lasu. Pierwsza kula trafiła dziecko w czoło, a druga przeszyła łopatkę i szczękę matki, która przykucnęła pod wierzbą nie wypuszczając dziecka z rąk, i tak zamarzła.
Pamiątkowy krzyż poświęcony tym wydarzeniom stanął również, pośród innych krzyży, w Sanktuarium Męczeństwa Wsi Polskiej znajdującym się w podkieleckim Michniowie, gdzie doszło do jednej z największych pacyfikacji wsi na ziemiach polskich w czasie okupacji.
W 80. rocznicę „Krwawej Wigilii" - pacyfikacji wsi w dolinie Ochotnicy w uroczystościach upamiętniających ofiary tamtych wydarzeń wziął udział  Prezydent RP Andrzej Duda.